# Keith Canisius
Keith Canisius  er en Drømme-Pop producer multi instrumentalist og sanger. Han startede Shoegaze & Dream pop gruppen, Rumskib i 2005. I 2008 udgav han sin første solo plade. Keith Canisius er opvokset i Danmark, men er født i USA (Cambridge, MASS.)
| Musikgruppe | Spire Denne artikel om en dansk musikgruppe er en spire som bør udbygges. Du er velkommen til at hjælpe Wikipedia ved at udvide den. |